# Namibische Staatsangehörigkeit
Die namibische Staatsangehörigkeit ist die rechtliche Mitgliedschaft einer natürlichen Person zum namibischen Staat, der Republik Namibia.

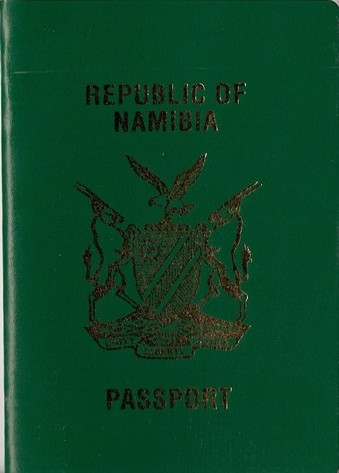
Namibischer Reisepass

## Rechtliche Grundlagen
Die rechtliche Grundlage der namibischen Staatsangehörigkeit bildet der Kapitel 2, Artikel 4 der Verfassung Namibias und der Namibian Citizenship Act, 14 vom 30. August 1990. Dieser wurde unter anderem durch den Namibian Citizenship Special Conferment Act, 14,1991 und den Namibian Citizenship Amendment Act, 2010 beziehungsweise den Namibian Constitution Second Amendment Bill, 2009 angepasst, erweitert und verändert.
Zuständig für alle Angelegenheiten der Staatsangehörigkeit ist das Ministerium für Innere Angelegenheiten und Einwanderung.
Der Nachweis der Staatsangehörigkeit kann durch eine Urkunde (zum Beispiel Geburtsurkunde, Einbürgerungsurkunde), den namibischen Reisepass, die namibische Identitätskarte in blau oder eine namibische Wählerregistrierung erbracht werden.

## Staatsangehörigkeit

### Erwerb
Die namibische Staatsangehörigkeit wird seit der Unabhängigkeit am 21. März 1990 an verschiedene Personengruppen und auf Grundlage von verschiedenen Kriterien vergeben.
1. durch Geburt:
  1. Jede Person, die vor der Unabhängigkeit Namibias als Kind einer Mutter oder eines Vaters geboren wurde, die die namibische Staatsangehörigkeit hätten, sofern die Verfassung Namibias zu dem Zeitpunkt schon in Kraft gewesen wäre;
  2. Jede Person die vor der Unabhängigkeit Namibias in Namibia geboren wurde und dessen Vater oder Mutter zum Zeitpunkt der Geburt legale Bewohner des Landes waren, sofern nicht
    1. der Vater oder die Mutter diplomatische Immunität in Namibia genossen hat;
    2. diese beruflich für ein anderes Land in Namibia gearbeitet haben;
    3. diese Mitglieder einer fremden Polizei, Armee oder Sicherheitseinrichtung waren und von einem anderen Land entsandt wurden.

  3. Jede Person die als Kind einer namibischen Mutter oder eines namibischen Vaters nach der Unabhängigkeit geboren wurde.
  4. Jede Person die nach der Unabhängigkeit Namibias in Namibia geboren wurde und dessen Vater oder Mutter zum Zeitpunkt der Geburt legale Bewohner des Landes waren, sofern nicht
    1. der Vater oder die Mutter diplomatische Immunität in Namibia genossen hat;
    2. diese beruflich für ein anderes Land in Namibia gearbeitet haben;
    3. diese Mitglieder einer fremden Polizei, Armee oder Sicherheitseinrichtung waren und von einem anderen Land entsandt wurden;
    4. diese illegale Immigranten waren.
2. durch Abstammung:
  1. Jede Person, die nicht Namibier durch Geburt ist und deren Vater oder Mutter namibischer Staatsangehöriger zum Zeitpunkt der Geburt der Person war, beziehungsweise es gewesen wäre, wenn diese Verfassung bereits in Kraft gewesen wäre und
  2. sich nach den Anforderungen als namibischer Staatsangehöriger registrieren lassen hat.
3. durch Heirat
  1. Jede Person, die nicht durch Geburt oder Abstammung namibische Staatsangehöriger ist und
    1. nach bestem Gewissen einen namibischen Staatsbürger geheiratet hat oder vor der Unabhängigkeit eine solche Person geheiratet hat, die nach dieser Verfassung als namibischer Staatsangehöriger angesehen werden konnte und
    2. mindestens zehn Jahre (bis Juli 2010 sah diese Regelungen lediglich zwei Jahre vor[6]) legal und dauerhaft als Ehepartner dieser Person auf dem Staatsgebiet Namibias gelebt hat und
    3. einen Antrag auf Staatsangehörigkeit gestellt hat.

  2. Diese Regelung gilt auch für Ehen, die nach dem Gewohnheitsrecht (eng. customary law) geheiratet haben, sofern diese Eheschließung den gesetzlichen Anforderungen nach namibischem Recht entspricht.
4. durch Registrierung:
  1. Jede Person, die nicht durch Geburt, Abstammung oder Heirat namibischer Staatsangehöriger ist und
  2. mindestens fünf Jahre zur Unabhängigkeit auf dem Staatsgebiet Namibias gelebt hat, einen Antrag auf Staatsangehörigkeit innerhalb von 12 Monaten nach der Unabhängigkeit gestellt hat und vor Antragsstellung eine andere Staatsangehörigkeit abgelegt hat.
5. durch Einbürgerung (Naturalisation):
  1. Jede Person, die nicht durch Geburt, Abstammung, Heirat oder Registrierung namibischer Staatsangehöriger ist und
  2. zur Antragsstellung legal in Namibia lebt und
  3. mindestens zehn Jahre (bis Juli 2010 sah diese Regelungen lediglich fünf Jahre vor[7]) durchgehend in Namibia gelebt hat und
  4. alle anderen Voraussetzungen in Hinblick auf Gesundheit, Moral, Sicherheit und Legalität, die vom Gesetz vorgeschrieben sind, erfüllt.
6. durch Ernennung:
  1. Jeder Person kann aufgrund ihrer Verdienste für das namibische Volk oder für Namibia oder aufgrund von speziellen Fähigkeiten und Kenntnissen, unabhängig davon, ob diese vor oder nach der Unabhängigkeit erworben wurden, die namibische Staatsangehörigkeit vom Parlament verliehen bekommen.

### Verlust
Die namibische Staatsangehörigkeit kann auf Antrag abgelegt werden. Davon nicht betroffen sind internationale Regelungen des Völkerrechts in Bezug auf Staatenlosigkeit. Zudem verliert die namibische Staatsangehörigkeit wer nach der Unabhängigkeit Namibias
1. auf eigenen Wunsch die Staatsangehörigkeit eines anderen Staates aufgenommen hat oder
2. für eine ausländische Armee, ohne Genehmigung der namibischen Regierung, gearbeitet hat oder
3. außerhalb Namibias für mehr als zwei Jahre dauerhaft gelebt hat ohne die vorherige Genehmigung der Regierung Namibias einzuholen.

Der Verlust ist (siehe #Mehrfache Staatsangehörigkeit) für geborene Namibier ausgeschlossen.

## Mehrfache Staatsangehörigkeit
Grundsätzlich verbietet der Namibian Citizen Act ohne Ausnahme und in allen Fällen die mehrfache Staatsangehörigkeit. Jedoch hat das oberste Gericht Ende 2008 entschieden, dass diese Regelung verfassungswidrig ist. Es entschied zudem, dass jeder Namibier durch Geburt, das Recht hat, eine weitere Staatsbürgerschaft zu führen. Begründet wurde die Entscheidung mit einem Passus in der Verfassung, der Namibier durch Geburt und Abstammung von dem Verlust der Staatsangehörigkeit durch Aufnahme einer weiteren ausschließt. Diese Entscheidung gilt ausdrücklich jedoch nicht für Namibier, die die namibische Staatsangehörige auf anderem Wege als durch Geburt erhalten haben.
Am 6. Juni 2011 entschied das höchste Gericht wiederum in einem Präzedenzfall, dass die doppelte Staatsangehörigkeit für Namibier durch Geburt grundsätzlich erlaubt scheint. Diese höchstrichterliche Entscheidung wurde von der Regierung anerkannt und seit mindestens 2015 auch umgesetzt.
Für Personen mit einer anderen Staatsbürgerschaft ist die Annahme der namibischen auf Antrag nur möglich, wenn die bisherige abgegeben wird.
In der Praxis haben viele der weißen Namibier schon seit der namibischen Unabhängigkeit, beziehungsweise davor, eine mehrfache Staatsangehörigkeit; bei Deutschnamibiern vor allem zusätzlich noch die deutsche Staatsangehörigkeit, bei Buren vor allem die südafrikanische Staatsangehörigkeit, nicht selten kommen auch Kombinationen aus allen drei Staatsangehörigkeiten vor.

## Staatsangehörigkeit für in Namibia geborene Ausländer
Nachdem das Verfassungsgericht im Juni 2016 einem niederländischen Ehepaar die namibische Staatsangehörigkeit für ihr in Namibia geborenes Kind zusprach, hat die Nationalversammlung eine Gesetzes- und Verfassungsänderung angekündigt. Hintergrund der Entscheidung war, dass Kinder von Ausländern die „legal in Namibia leben“, laut Verfassung Anrecht auf die namibische Staatsangehörigkeit haben. Das Gesetz soll nun nur noch – und auch rückwirkend – für ausländische Kinder gelten, wenn ihre Eltern eine Daueraufenthaltsgenehmigung in Namibia zu Zeiten der Geburt hatten. Diese Änderung wurde von vielen Seiten als größte Verfassungskrise der namibischen Geschichte bezeichnet. Am 2. August 2016 zog die Regierung ihre Gesetzesänderungen zurück und akzeptierte das Urteil des Verfassungsgerichtes.

## Leihmutterschaft
Erstmals wurde im Oktober 2021 einem gleichgeschlechtlichen Ehepaar, dass ein Kind durch eine Leihmutter im Ausland geboren hatte, die namibische Staatsbürgerschaft für eines der Kinder zugesprochen. Dies begründete sich auf die ausschließliche Notwendigkeit, dass ein Elternteil namibischer Staatsbürger sein muss.

## Die Begriffe „Namibier“
Namibier im Sinne der namibischen Verfassung und Gesetze ist eine Person, die die Staatsangehörigkeit der Republik Namibia besitzt. Es gibt hiernach jedoch keine Volkszugehörigkeit im Sinne einer gemeinsamen Volksgruppe der Namibier. Die verschiedenen Ethnien bilden somit keine ethnisch geschlossene Volksgruppe der Namibier.
Die Staatsangehörigen Namibias heißen laut dem Auswärtigen Amt der Bundesrepublik Deutschland in der deutschen Sprache „Namibier“ (englisch „Namibian“), das Adjektiv „namibisch“. Nicht offiziell hingegen sind die Bezeichnungen „Namibianer“ und „namibianisch“.